# كريس براشاو
كريس براشاو هو سياسي كندي، ولد في 20 مايو 1944، وتوفي في 3 نوفمبر 2018. انتخب leader of the Green Party of Canada ‏ (2001 – 2003).